# Folkestone and Hythe

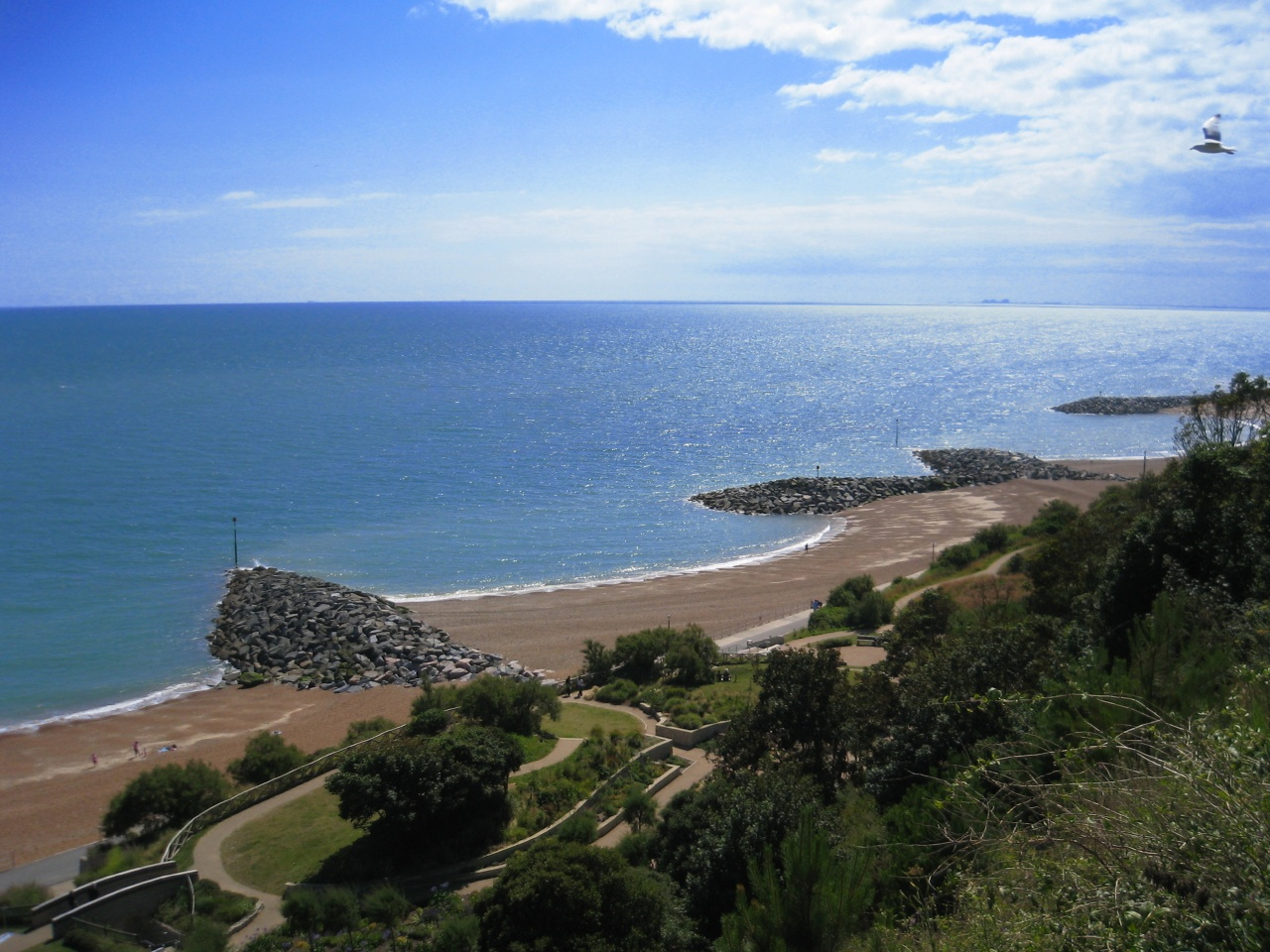
Plaże Folkstone

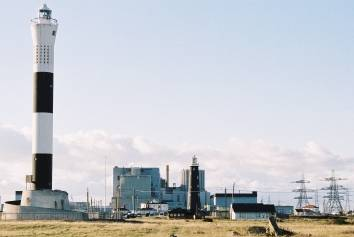
Stara i nowa latarnia morska oraz elektrownia atomowa Dungeness B

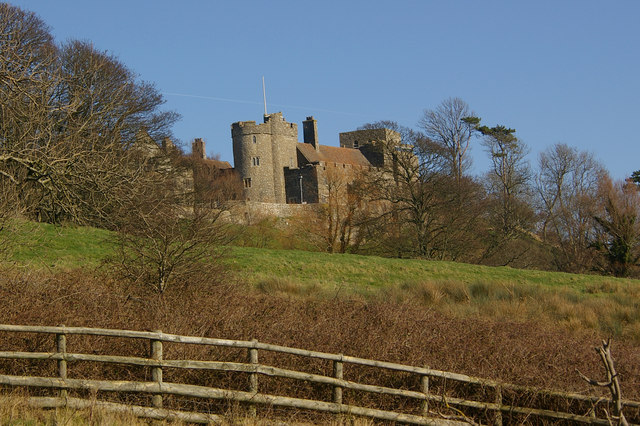
Zamek Lympne

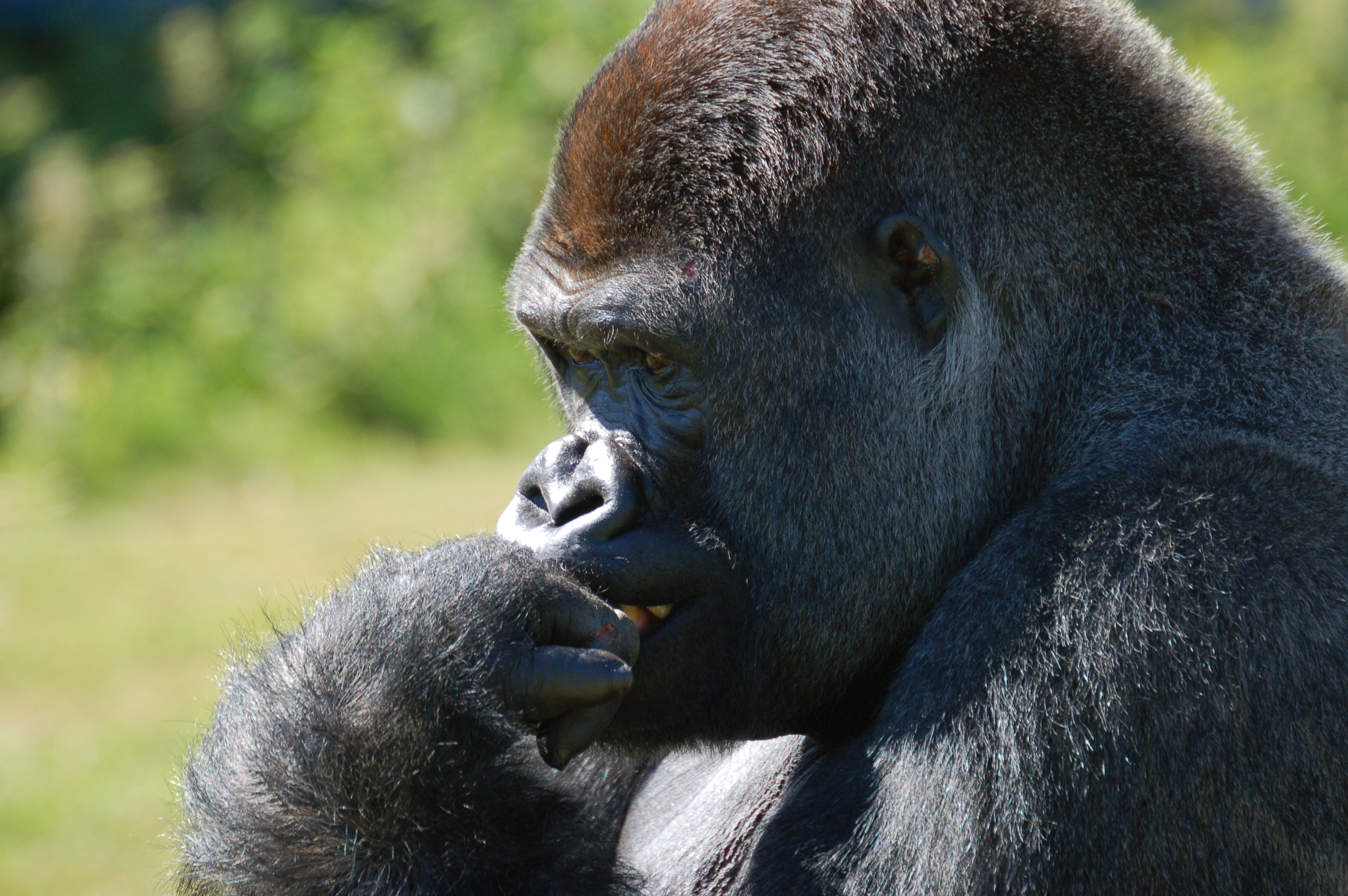
Port Lympne Wild Animal Park

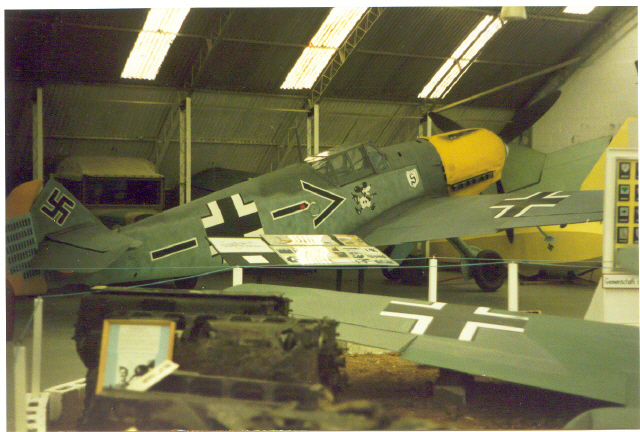
Kent Battle of Britain Museum

Folkestone and Hythe District – dystrykt w Anglii, w południowo-wschodniej części hrabstwa Kent. Centrum administracyjne dystryktu znajduje się w Folkestone.
Dystrykt ma powierzchnię 356,7 km², leży nad kanałem La Manche zaś od północy graniczy z dystryktami Dover i Canterbury, od zachodu z dystryktem Ashford w hrabstwie Kent i od południa z dystryktem Rother w hrabstwie East Sussex. Zamieszkuje go 107 969 osób.
Na terenie dystryktu znajdują się zamki Lympne i Saltwood oraz Port Lympne Wild Animal Park o powierzchni 2,4 km², na terenie którego przebywa ponad 650 zwierząt. W Hawkinge znajduje się najstarsze muzeum poświęcone bitwie o Anglię – Kent Battle of Britain Museum.
Na przylądku Dungeness znajduje się otwarta w 1983 roku elektrownia atomowa Dungeness B (planowane zamknięcie w 2018 roku, Dungeness A została zamknięta w 2006 roku).

## Podział administracyjny
Dystrykt obejmuje miasta Folkestone, Hawkinge, Hythe, Lydd i New Romney oraz 25 civil parish:
| - Acrise - Brenzett - Brookland - Burmarsh - Dymchurch - Elham - Elmsted - Ivychurch - Lyminge - Lympne - Monks Horton - Newchurch - Newington | - Old Romney - Paddlesworth - Postling - Saltwood - Sandgate - Sellindge - Snargate - St Mary in the Marsh - Stanford - Stelling Minnis - Stowting - Swingfield |

Dystrykt dzieli się na 22 okręgi wyborczych:
| - Dymchurch and St Mary’s Bay - Elham and Stelling Minnis - Folkestone Cheriton - Folkestone East - Folkestone Foord - Folkestone Harbour - Folkestone Harvey Central - Folkestone Harvey West - Folkestone Morehall - Folkestone Park - Folkestone Sandgate | - Hythe Central - Hythe East - Hythe West - Lydd - Lympne and Stanford - New Romney Town - New Romney Coast - North Downs East - North Downs West - Romney Marsh - Tolsford |

## Demografia
W 2011 roku dystrykt Folkestone and Hythe miał 107 969 mieszkańców. Zgodnie ze spisem powszechnym z 2011 roku dystrykt zamieszkiwało 426 osób urodzonych w Polsce.
Podział mieszkańców według grup etnicznych na podstawie spisu powszechnego z 2011 roku:
| - Biali Brytyjczycy: 98 029 (90,8%) - Biali Irlandczycy: 745 (0,7%) - Irish Travellers: 164 (0,2%) - Pozostali biali: 3277 (3,0%) - Mieszani Karaibowie: 387 (0,4%) - Mieszani Afrykanie: 149 (0,1%) - Mieszani Azjaci: 420 (0,4%) - Pozostali mieszani: 311 (0,3%) - Hindusi: 413 (0,4%) | - Pakistańczycy: 93 (0,1%) - Banglijczycy: 226 (0,2%) - Chińczycy: 281 (0,3%) - Pozostali Azjaci: 2686 (2,5%) - Czarni Afrykanie: 277 (0,3%) - Czarni Karaibowie: 130 (0,1%) - Pozostali czarni: 51 (0,0%) - Arabowie: 64 (0,1%) - Pozostałe grupy etniczne: 266 (0,2%) |

Podział mieszkańców według wyznania na podstawie spisu powszechnego z 2011 roku:
- Chrześcijaństwo – 62,3%
- Islam – 0,7%
- Hinduizm – 1,4%
- Judaizm – 0,1%
- Buddyzm – 0,9%
- Sikhizm – 0,0%
- Pozostałe religie – 0,5%
- Bez religii – 26,5%
- Nie podana religia – 7,6%

## Transport

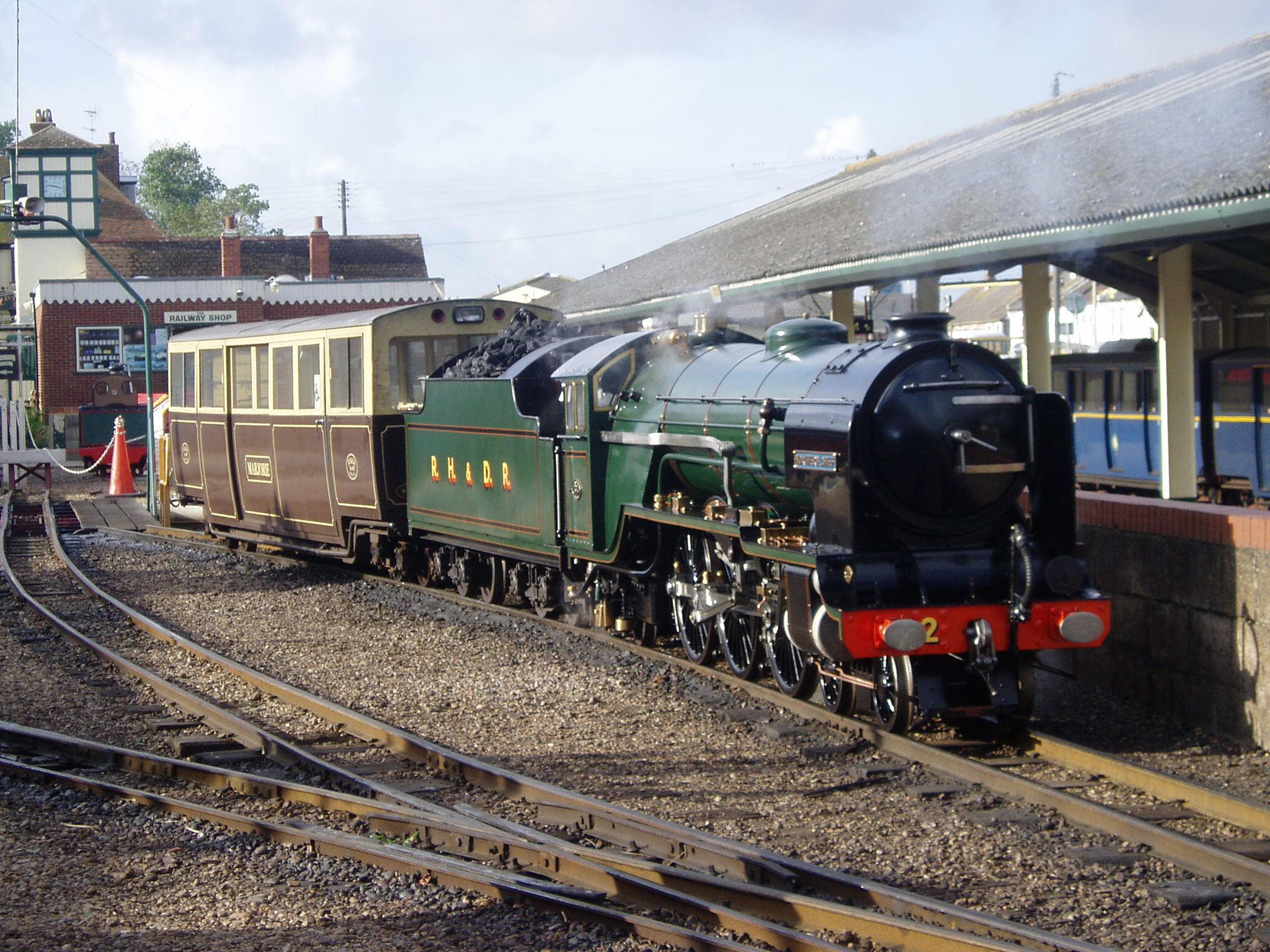
Romney, Hythe and Dymchurch Railway

W Folkstone znajduje się północny terminal Eurotunelu.
Na terenie dystryktu znajdują się stacje Folkestone West i Folkestone Central, które obsługują linie kolei dużej prędkości High Speed 1, na której jeżdżą pociągi Southeastern Highspeed, z tą różnicą, że poruszają się tutaj zwykłymi torami i dopiero na stacji Ashford International w dystrykcie Ashford wjeżdżają na linię High Speed. Ponadto na stacji Folkestone West zatrzymują się luksusowe pociągi turystyczne Venice-Simplon Orient Express.
Pozostałe stacje kolejowe:
- Sandling
- Westenhanger

Ponadto między Hythe a Dungeness na trasie o długości 22 km kursuje kolej wąskotorowa Romney, Hythe and Dymchurch Railway. Zatrzymuje się ona na następujących stacjach: Hythe, Dymchurch, St Mary’s Bary, Rommney Warren, New Romney, Romney Sands i Dungeness.
Na terenie dystryktu znajduje się także port lotniczy Lydd które obecnie obsługuje połączenia do Le Touquet-Paris-Plage.
Przez dystrykt przechodzi autostrada M20, a także droga A20 łącząca Dover z centrum Londynu.

## Inne miejscowości
Acrise, Arpinge, Barrowhill, Brenzett, Brookland, Burmarsh, Danton Pinch, Densole, Dymchurch, Elham, Elmsted, Etchinghill, Greatstone-on-Sea, Hawkinge, Ivychurch, Lydd-on-Sea, Lyminge, Lympne, Newchurch, Newingreen, Newington, Old Hawkinge, Old Romney, Paddlesworth, Peene, Postling, Rhodes Minnis, St Mary’s Bay, Saltwood, Sandgate, Sandling, Sellindge, Snargate, St Mary in the Marsh, Stanford, Stelling Minnis, Westenhanger, Wingmore.